# Parque de Jogos Comendador Joaquim de Almeida Freitas
Het Parque de Jogos Comendador Joaquim de Almeida Freitas is een multifunctioneel stadion in Moreira de Cónegos, een plaats in Portugal. 

## Informatie
Het stadion wordt vooral gebruikt voor voetbalwedstrijden, de voetbalclub Moreirense FC maakt gebruik van dit stadion. In het stadion is plaats voor 6.151 toeschouwers. Het stadion werd geopend in 2002. De architect van het stadion was Eng. Portilha.

## Afbeeldingen

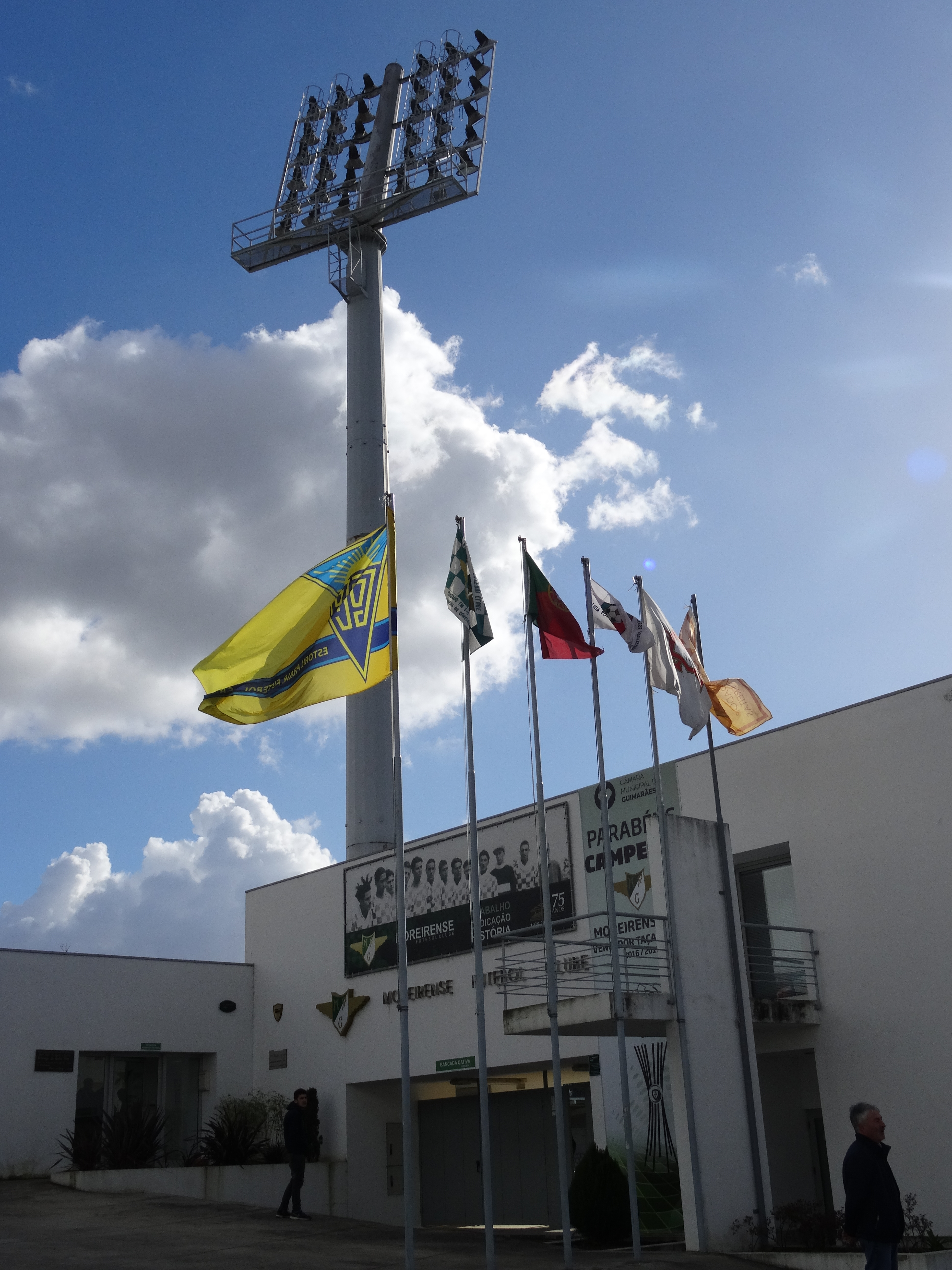
Het stadion van de buitenkant.
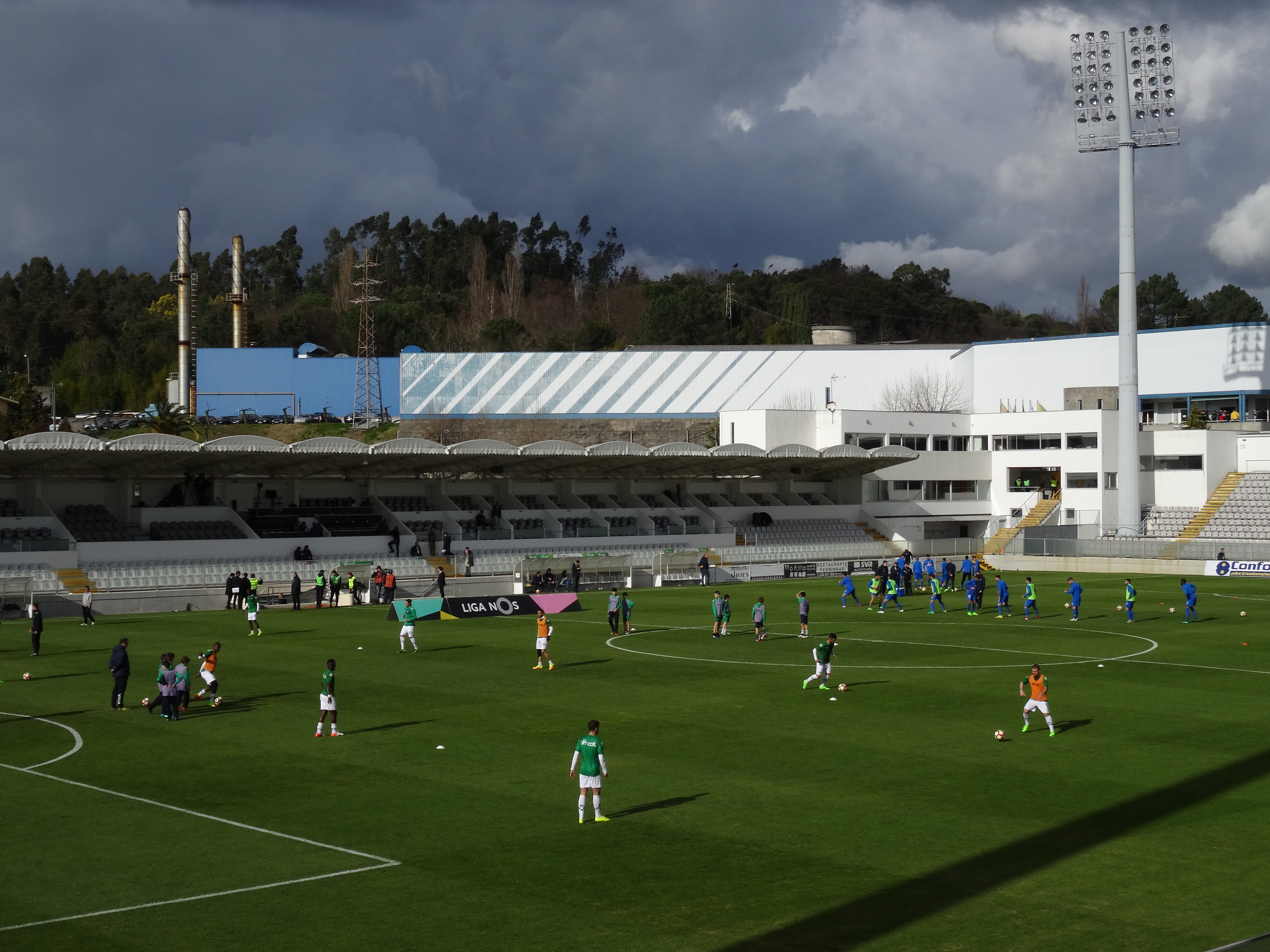
Foto van het stadion vanuit de hoek, tijdens een wedstrijd.
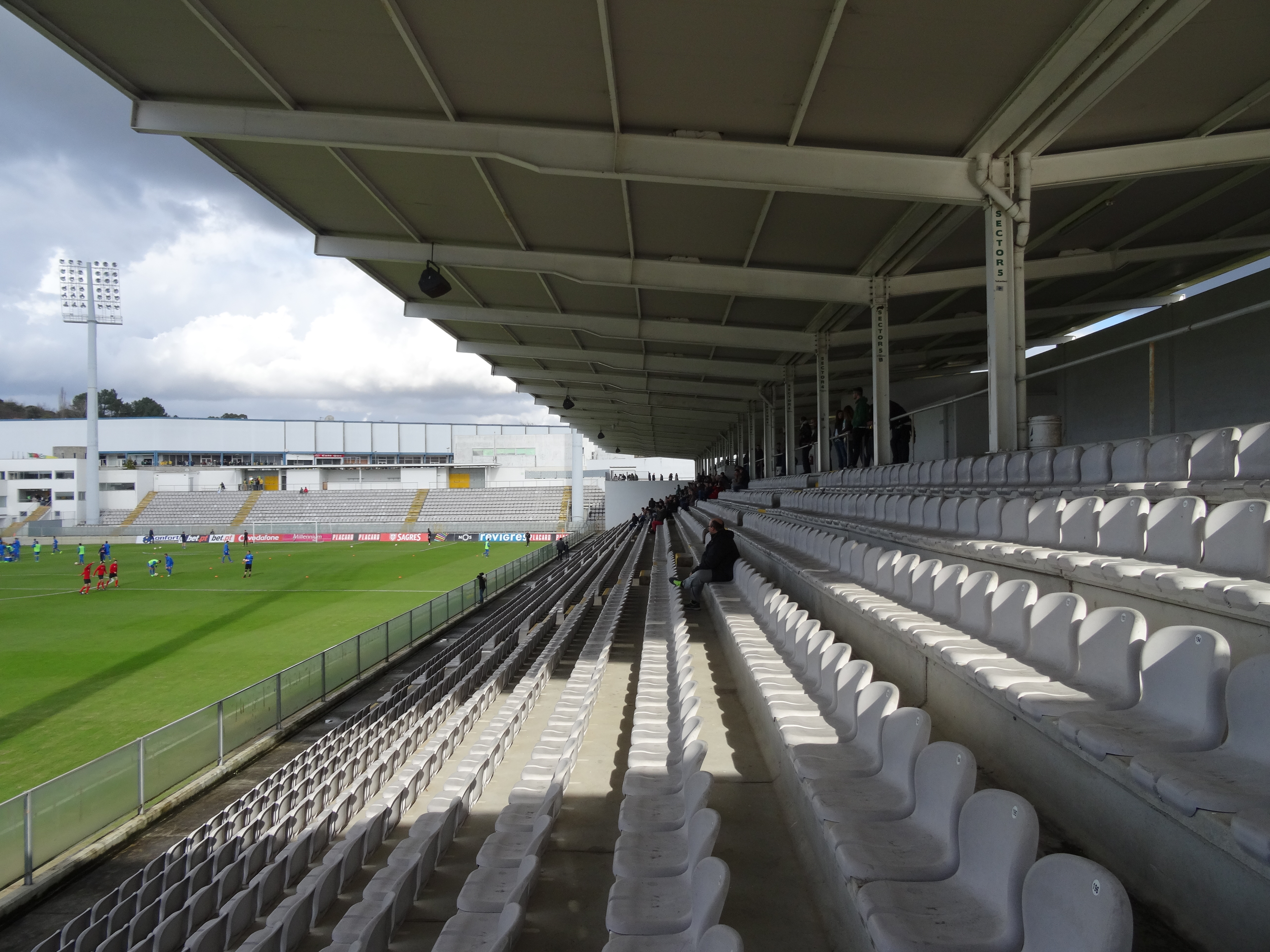
Foto van een tribune.